# Вали-ду-Мукури (мезорегион)

Вали-ду-Мукури на карте.

Вали-ду-Мукури (порт. Mesorregião do Vale do Mucuri) — административно-статистический мезорегион в Бразилии, входит в штат Минас-Жерайс. Население составляет 385 413 человек (на 2010 год). Площадь — 20 092,900 км². Плотность населения — 19,18 чел./км².

## Демография
Согласно сведениям, собранным в ходе переписи 2010 г. Национальным институтом географии и статистики (IBGE), население мезорегиона составляет:
| Полное население                            | Полное население                            | Полное население                            | Полное население                            | 385 413 |
| ------------------------------------------- | ------------------------------------------- | ------------------------------------------- | ------------------------------------------- | ------- |
| в том числе:                                | Городское население                         | 260 924                                     | Процент городского населения, %             | 67,70   |
|                                             | Сельское население                          | 124 489                                     | Процент сельского населения, %              | 32,30   |
|                                             | Мужское население                           | 189 781                                     | Процент мужского населения, %               | 49,24   |
|                                             | Женское население                           | 195 632                                     | Процент женского населения, %               | 50,76   |
| Плотность населения, чел/км²                | Плотность населения, чел/км²                | Плотность населения, чел/км²                | Плотность населения, чел/км²                | 19,18   |
| Население мезорегиона в % к населению штата | Население мезорегиона в % к населению штата | Население мезорегиона в % к населению штата | Население мезорегиона в % к населению штата | 1,97    |

## Статистика
- Валовой внутренний продукт на 2003 год составляет 1 283 176 438,00 реалов (данные: Бразильский институт географии и статистики).
- Валовой внутренний продукт на душу населения на 2003 год составляет 3417,83 реалов (данные: Бразильский институт географии и статистики).
- Индекс развития человеческого потенциала на 2000 год составляет 0,677 (данные: Программа развития ООН).

## Состав мезорегиона
В мезорегион входят следующие микрорегионы:
1. Нануки
2. Теофилу-Отони